# كيفيو
كوفيو هي كومونا (بلدية) في مقاطعة فاريزي في المنطقة الإيطالية لومباردي، وتقع على بعد حوالي 60 كيلومتر شمال غرب ميلانو، وحوالي 12 كيلومتراً (37 ميل) شمال غرب فاريزي.
تحد كوفيو البلديات التالية: أزيو ، باراسو ، كاسالزينو ، كاستيلو كابياغليو ، كوكيو تريفيساغو ، كومريو ، كوفيجيلو ، جافيرات ، أورينو .